# Samarium(III)-chlorid
Samarium(III)-chlorid ist eine chemische Verbindung aus der Gruppe der Chloride.

## Gewinnung und Darstellung
Samarium(III)-chlorid kann als Lösung durch Reaktion von Samarium oder Samarium(III)-carbonat mit Salzsäure gewonnen werden. Bei Reaktion mit Chlorwasserstoff entsteht die wasserfreie Form.
{\displaystyle \mathrm {2\ Sm+6\ HCl\longrightarrow 2\ SmCl_{3}+3\ H_{2}} }
{\displaystyle \mathrm {Sm_{2}(CO_{3})_{3}+6\ HCl\longrightarrow 2\ SmCl_{3}+3\ CO_{2}+3\ H_{2}O} }
Es kann auch direkt aus den Elementen synthetisiert werden.
{\displaystyle \mathrm {2\ Sm+3\ Cl_{2}\longrightarrow 2\ SmCl_{3}} }

## Eigenschaften
Samarium(III)-chlorid ist ein weißes bis gelbliches hygroskopisches Pulver. Es besitzt eine hexagonale Kristallstruktur mit der Raumgruppe P63/m (Nr. 176). Das Hexahydrat bildet topasgelbe Tafeln und besitzt eine monokline Kristallstruktur mit der Raumgruppe P2/n (Nr. 13, Stellung 2). Bei 110 °C gibt es Kristallwasser ab.

## Verwendung
Samarium(III)-chlorid wird häufig als Ausgangsmaterial zur Herstellung von reinem Samarium durch Elektrolyse einer geschmolzenen Mischung mit Natriumchlorid und Calciumchlorid verwendet. Es kann auch in der organischen Chemie zum Beispiel für Cyclisierungen verwendet werden.